# Sierra de Agua Dulce
La sierra de Agua Dulce es un cordal montañoso en centro-norte del desierto de Sonora al suroeste de Arizona, en Estados Unidos de América.  La sierra está ubicada en el extremo suroeste del condado de Pima, justo al norte del frontera internacional entre México y Estados Unidos, a unas 30 millas de Ajo. Posee unas 15 millas de longitud en su cordal principal y cerca de 5 millas de ancho. La sierra se encuentra dentro del refugio de vida silvestre de Cabeza Prieta. La cima máxima de la sierra se encuentra a 869 m s. n. m. en las coordenadas 32°01'32"N, 113°08'44"W (NAD 1983 datum). 
Se le ha denominado "sierra de Agua Dulce" durante los últimos 100 años, con anterioridad fue llamada "Sierra del Ojo" y "Sierra de Sonoita" en mapas más antiguos.